# Phyllobolites miniatus
Phyllobolites miniatus är en svampart som först beskrevs av Rick, och fick sitt nu gällande namn av Rolf Singer 1942. Phyllobolites miniatus ingår i släktet Phyllobolites och familjen Boletaceae.   Inga underarter finns listade i Catalogue of Life.